# Cucullia fasciata
Cucullia fasciata är en fjärilsart som beskrevs av Schreiber 1916. Cucullia fasciata ingår i släktet Cucullia och familjen nattflyn. Inga underarter finns listade i Catalogue of Life.